# Jazz Off the Air Vol.6
Jazz Off the Air Vol.6 è un album dal vivo di Oscar Pettiford (a nome di Oscar Pettiford & His Birdland Band-Jazz), pubblicato dalla Spotlite Records nel 1982. I brani furono registrati in occasione di due differenti concerti tenuti nel 1957 al Birdland di New York. Le formazioni di entrambe le sessioni, eseguite al Birdland di New York a distanza di qualche mese una
dall'altra, sono incerte e ricostruite parzialmente grazie ad alcune fotografie scattate durante i concerti.

## Tracce
Lato A
1. The Gentle Art of Love – 1:47 (Oscar Pettiford) – Registrato dal vivo il 26 maggio 1957 al Birdland di New York
2. Nica's Tempo – 3:32 (Gigi Gryce) – Registrato dal vivo il 26 maggio 1957 al Birdland di New York
3. Seventh Heaven – 3:00 (Osie Johnson) – Registrato dal vivo il 26 maggio 1957 al Birdland di New York
4. Perdido – 2:47 (Ervin Drake, H.J. Lengsfelder, Juan Tizol) – Registrato dal vivo il 26 maggio 1957 al Birdland di New York
5. Two French Fries – 2:36 (Gigi Gryce) – Registrato dal vivo il 26 maggio 1957 al Birdland di New York
6. He's My Guy – 2:33 (Don Raye, Gene DePaule) – Registrato dal vivo il 26 maggio 1957 al Birdland di New York
7. Smoke Signals – 3:53 (Gigi Gryce) – Registrato dal vivo il 26 maggio 1957 al Birdland di New York
8. The Gentle Art of Love – 0:38 (Oscar Pettiford) – Registrato dal vivo il 26 maggio 1957 al Birdland di New York[1]

Lato B
1. The Gentle Art of Love (Theme) (Oscar Pettiford) – Registrato dal vivo, estate / autunno 1957 al Birdland di New York
2. Aw, C'mon (Oscar Pettiford) – Registrato dal vivo, estate / autunno 1957 al Birdland di New York
3. I Remember Clifford (Benny Golson) – Registrato dal vivo, estate / autunno 1957 al Birdland di New York
4. Not so Sleepy (Mat Mathews) – Registrato dal vivo, estate / autunno 1957 al Birdland di New York

## Musicisti
Brani A1, A2, A3, A4, A5, A6, A7 e A8
- Oscar Pettiford - contrabbasso, violoncello
- Ray Copeland - tromba
- Donald Byrd - tromba
- Al Grey (probabile) - trombone
- Dave Amram - corno francese
- Ed London - corno francese
- Gigi Gryce - sassofono alto, arrangiamenti
- Benny Golson (o) J.R. Monterose - sassofono tenore
- Jerome Richardson - sassofono tenore, flauto
- Sahib Shihab (probabile) - sassofono baritono
- Dick Katz - pianoforte
- Betty Glamann - arpa
- Whitey Mitchell (probabile) - contrabbasso
- Shadow Wilson - batteria

Brani B1, B2, B3 e B4
- probabile formazione:
- Oscar Pettiford - contrabbasso, violoncello
- Ray Copeland (o) Kenny Dorham - tromba
- Art Farmer - tromba
- Al Grey (probabile) - trombone
- Dave Amram - corno francese
- Ed London - corno francese
- Gene Quill - sassofono alto
- Benny Golson - sassofono tenore
- Jerome Richardson - sassofono tenore, flauto
- Sahib Shihab (probabile) - sassofono baritono
- Dick Katz - pianoforte
- Betty Glamann - arpa
- Shadow Wilson (o) Gus Johnson - batteria